# André Laporte
André Laporte   (12 de juliol de 1931) és un compositor belga.

## Biografia
Laporte va néixer a Oplinter, prop de Tienen, al Brabant Flamenc. Va estudiar música amb Edgard de Laet, Flor Peeters i Marinus De Jong a l'Institut Lemmens de Mechelen, i musicologia i filosofia a la Universitat Catòlica de Lovaina de 1953 a 1957. De 1960 a 1964 va participar anualment a l'" Internationalale Ferienkurse für Neue Musik" a Darmstadt, on va entrar en contacte amb Pierre Boulez, Bruno Maderna, Luciano Berio, György Ligeti i Mauricio Kagel, entre d'altres (Mertens i Volborth-Danys 2001; Wylin i Diependaele 2008). A més, va assistir als cursos de segon i tercer de Colònia per a la nova música organitzats per Karlheinz Stockhausen, els anys 1964-65 i 1965-66, on, a més de Stockhausen, va tenir l'oportunitat de conèixer els compositors Henri Pousseur i Luciano Berio com a director d'orquestra Michael Gielen (Stockhausen 1971, 198-200).
A partir del 1953, Laporte va ensenyar música a una escola secundària de Brussel·les. El 1963 va ajudar a establir el grup de treball "SPECTRA" a l'Institut de Música Psicoacústica i Electrònica (IPEM). El 1972, juntament amb Herman Sabbe, va fundar la secció belga de la "International Society for Contemporary Music" (ISCM), i ha estat el seu president des de llavors (Bouckaert 2001, 128). A partir del 1968 va ensenyar tècniques de música nova al Conservatori Koninklijk (Brussel·les), després va ser designat per ensenyar anàlisis musicals, teoria de la forma musical, harmonia i contrapunt. El 1988 va ser nomenat professor de composició allí, i alhora es va convertir en professor de composició al "Muziekkapel Koningin Elisabetha Waterloo". Del 1979 al 1989 va treballar a la ràdio i la televisió belgues (BRT, ara VRT), primer com a productor musical, després com a coordinador de programes, convertint-se el 1989 en director de producció de l'orquestra Filarmònica BRT, i des del 1993 fins al 1996, director de ensembles (Wylin i Diependaele 2008).

## Estil
Les primeres composicions de Laporte, com la Sonata de piano de 1954, tenen un caràcter neoclàssic, però a partir dels anys seixanta la seva obra va ser cada vegada més influenciada per l'avantguarda de Darmstadt. El seu estil és eclèctic, basant-se en diversos materials de tonalitat, per exemple, que s'estenen des de les tríades tradicionals fins als cúmuls i microtons, amb aquest material contrastat sovint alternant dins d'una sola peça (Sabbe 1972; Laporte 2003). Tot i que sovint utilitza una tècnica de dotze tons, això no és en cap cas una preocupació exclusiva i sovint cita música de compositors anteriors. Per exemple, la seva òpera Das Schloss (1981-1985, sobre la base de Franz Kafka El Castell), cites de Berg i Wagner, i la orquestra treball Nachtmuziek (1970-1971) conté cites de Mozart (Sabbe 1986). La seva Fantasia-Rondino amb tema real per a violí i orquestra, compost per a la competició de la reina Elisabeth de Bèlgica del 1989, introdueix simbolisme nacional i realista, primer utilitzant com a centres tonals les notes B, G i E extretes de les lletres de la paraula "Belgique", en segon lloc mitjançant l'ús de l'himne nacional belga i, tercer, de la invenció per al rondino d'un tema reial compost per notes extretes dels noms de les tres parelles reials més recents: EliSABetH, ALBErt, LEopolD, AStriD, FABiolA, BouDEwijn (Bouckaert 2001, 128).